# Instytut Sztuka Królewska w Polsce
Trwa dyskusja nad usunięciem tego artykułu, kliknij i weź w niej udział.
Instytut „Sztuka Królewska w Polsce” – polskie stowarzyszenie naukowe z siedzibą w Warszawie, powstałe w 2012 roku. Zajmujące się masonologią, czyli interdyscyplinarnymi badaniami nad wolnomularstwem. Celem Instytutu jest dokumentowanie, analiza oraz popularyzacja wiedzy na temat historii i współczesności masonerii w Polsce i na świecie. Stowarzyszenie stawia sobie także za cel działanie na rzecz umocnienia wiedzy i świadomości historycznej społeczeństwa polskiego, pogłębiania kultury tolerancji i dialogu między ludźmi, pobudzanie inicjatyw środowiskowych i lokalnych w celu współtworzenia społeczeństwa obywatelskiego.

## Zarząd Instytutu
Podczas Walnego Zgromadzenia Stowarzyszenia Instytut „Sztuka Królewska w Polsce”, które odbyło się w Warszawie, wybrano nowe władze organizacji. Prezesem Instytutu został Tadeusz Cegielski, a funkcję wiceprezeski objęła Mirosława Dołęgowska-Wysocka. W trakcie zgromadzenia powołano również nowy zarząd oraz komisję rewizyjną.

## Inicjatywy
Z okazji jubileuszu, Instytut Sztuka Królewska w Polsce organizował w warszawskiej kawiarni cykl wykładów pod tytułem “Akademia Mistrza Hirama” poświęconych historii i współczesności wolnomularstwa.